# Юглас
Юглас (на латвийски: Juglas ezers) е езеро в Централна Латвия край Рига. На езерото се намира Латвийският етнографски музей.
Площта на езерото е 5,7 km2, а размерите – 4,6 × 2,1 km. Максималната дълбочина е 2,5 m, а средната – 1,7 m.
Притоци на езерото са Маза-Югла, Пикурга, а отток е река Югла. В южната част се намира малкият остров Судрабалиня, покрит с гъста гора. Водите са обитавани от щука, шаран, костур, ягула, лин и други.